# Cantonul Le Nouvion-en-Thiérache
Cantonul Le Nouvion-en-Thiérache este un canton din arondismentul Vervins, departamentul Aisne, regiunea Picardia, Franța.

## Comune
- Barzy-en-Thiérache
- Bergues-sur-Sambre
- Boué
- Dorengt
- Esquéhéries
- Fesmy-le-Sart
- Leschelle
- La Neuville-lès-Dorengt
- Le Nouvion-en-Thiérache (reședință)